# Tuxford
Tuxford est un village situé dans le comté du Nottinghamshire en Angleterre.

## Géographie
Tuxford est un village ainsi qu'une paroisse civile qui se situe à l'extrémité sud du district de Bassetlaw dans le comté du Nottinghamshire. La frontière sud du village est même constitutive de la frontière sud du district. Les villes alentour les plus importantes sont Newark-on-Trent au sud et Retford au nord. L'autoroute A1 Nord dite Great North Road ainsi que la ligne ferroviaire de l'East Coast Main Line traversent le village du sud au nord.

## Histoire
Tuxford a tout d'abord été connu sous le nom de Tuxford in the Clays, Tuckers Ford, et Tuxfarne dans le Domesday Book.
L'église paroissiale St Nicholas date du XIIe siècle et appartient à l'Église d'Angleterre. Tuxford possède également une église méthodiste dont le bâtiment actuel fut érigé en 1841.
La bibliothèque de Tuxford se situe dans un bâtiment datant du XVIIe siècle qui était à l'origine la Read Grammar School. Cette dernière fut fondée en 1669 par Charles Read (1604-1669), un riche affréteur basé à Kingston-upon-Hull et né non loin de Tuxford, à Darlton. L'école fut vraisemblablement fermée en 1915, avant de devenir ce qui est la bibliothèque actuelle.
Le moulin à vent de Tuxford fut construit en 1820 et restauré entre 1982 et 1993 pour être remis en état de marche. Il est ouvert aux visiteurs tous les jours de l'année excepté le mardi et mercredi. Il domine l'horizon de Tuxford de ses grandes pales blanches. On peut y acheter de la farine de blé et de maïs, du porridge et du muesli provenant directement du moulin.

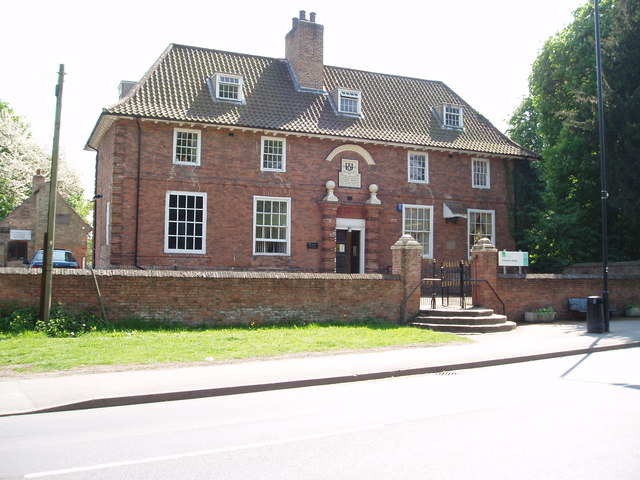
Tuxford Library, anciennement Read Grammar School

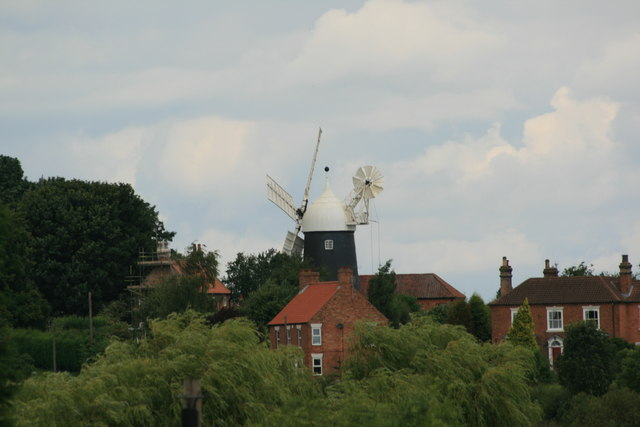
Moulin à vent de Tuxford

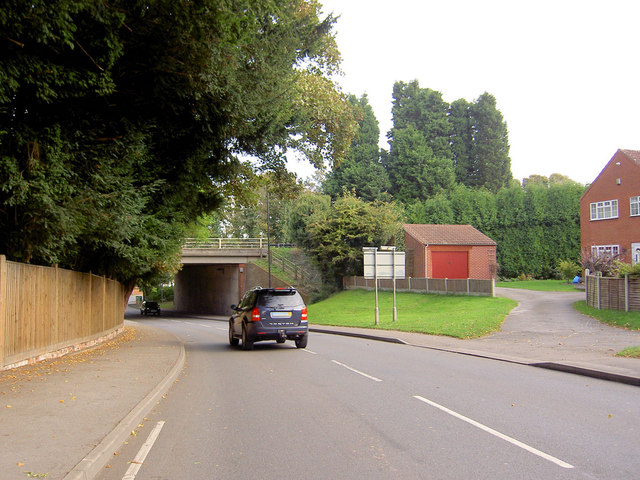
Pont de l'autoroute A1 qui traverse le village

## Transports
Malgré sa petite taille, le village possédait autrefois trois gares qui sont aujourd'hui toutes fermées. Il est néanmoins desservi par les lignes de bus 37, 39 et 40.

## Éducation
La Tuxford Academy est un établissement d'enseignement secondaire bâti en tant qu'école secondaire moderne en 1958. Elle devint par la suite une comprehensive school en 1976. L'établissement actuel, reconstruit en totalité en 2007, comprend 1450 élèves. En 2012, l'école a obtenu le grade le plus élevé (outstanding) décerné par l'Ofsted (organe gouvernemental d'inspection des écoles britanniques).
Le village possède également une école primaire.